# Розарио (Козенца)
Розарио је насеље у Италији у округу Козенца, региону Калабрија.
Према процени из 2011. у насељу је живело 1122 становника. Насеље се налази на надморској висини од 343 м.